# Millthorpe
Millthorpe är en ort i Australien. Den ligger i kommunen Blayney och delstaten New South Wales, i den sydöstra delen av landet, omkring 190 kilometer väster om delstatshuvudstaden Sydney. Antalet invånare är 1 217.
Närmaste större samhälle är Orange, omkring 20 kilometer nordväst om Millthorpe. 
Trakten runt Millthorpe består i huvudsak av gräsmarker. Runt Millthorpe är det mycket glesbefolkat, med 4 invånare per kvadratkilometer. Genomsnittlig årsnederbörd är 837 millimeter. Den regnigaste månaden är februari, med i genomsnitt 154 mm nederbörd, och den torraste är november, med 36 mm nederbörd.